# الكلابية (الأحساء)
الكلابية (بكسر الكاف وفتح اللام) هي قرية سعودية تقع في الاحساء شرق مدينة المبرز، وتبعد عن مدينة الهفوف بنحو 14 كيلومتر وجميع أهل الكلابية من أهل السنة والجماعة. يوجد في الكلابية مسجد جواثا الأثري ومدينة جواثا السياحيه وقصر عين بنت قنيص.